# Franco Comotti
 Franco Comotti  va ser un pilot de curses automobilístiques italià que va arribar a disputar curses de Fórmula 1. Va néixer el 24 de juliol del 1906 a Brescia, Itàlia. Va morir el 10 de maig del 1963.
Va debutar a la setena cursa de la història de la Fórmula 1 disputada el 3 de setembre del 1950, el GP d'Itàlia, que formava part del campionat del món de la temporada 1950 de F1, de la que va disputar només aquesta cursa. Piero Taruffi va participar en un total de dues curses puntuables pel campionat de la F1, repartides al llarg de dues temporades a la F1, les que corresponen als anys 1950 i 1952.

## Resultats a la F1
| Any  | Equip            | Xassís   | Motor    | 1   | 2   | 3   | 4      | 5   | 6   | 7       | 8   | Posició | Punts |
| ---- | ---------------- | -------- | -------- | --- | --- | --- | ------ | --- | --- | ------- | --- | ------- | ----- |
| 1950 | Maserati         | Maserati | Maserati | GBR | MON | 500 | SUI    | FRA | BEL | ITA Ret |     | -       | 0     |
| 1952 | Scuderia Ferrari | Ferrari  | Ferrari  | SUI | 500 | BEL | FRA 12 | GBR | ALE | HOL     | ITA | -       | 0     |

### Resum
| Curses | Victòries | Pòdiums | Poles | Voltes ràpides | Punts |
| ------ | --------- | ------- | ----- | -------------- | ----- |
| 2      | 0         | 0       | 0     | 0              | 0     |